# Andaman Meridionale
Andaman Meridionale (o Isola Andamana Meridionale o South Andaman in inglese) è un'isola indiana appartenente all'arcipelago delle Isole Andamane.

## Geografia
Andaman Meridionale è l'isola più a sud dell'arcipelago alla quale appartiene, situata nel Mare delle Andamane. Lunga circa 93 km e larga fino a 31, ha una superficie totale di
1 211 km² il che la colloca al 186º posto tra isole più grandi del mondo.
L'isola è separata dalla vicina Andaman Centrale da un canale largo poche centinaia di metri e secondo l'ultimo censimento del 2001 ha una popolazione di 181 949 abitanti, di cui 100 000 vivono nella città di Port Blair, la più grande e capitale del distretto. Il punto più alto dell'isola arriva a 366 metri s.l.m.